# عبد القادر المعزيز
عبد القادر المعزيز (1 يناير 1969، سطات) هو عداء مغربي متخصص في سباقات المسافات الطويلة، وسباقات الماراثون، فاز بماراثون لندن مرتين، عامي 1999 و2001، وفاز بماراثون مدينة نيويورك عام 2000، في زمن 2:10.9. شارك بنسختين من الألعاب الأولمبية، حيث احتل المرتبة 43 في الألعاب الأولمبية الصيفية عام 1996 في أتلانتا، والمرتبة 7 في الألعاب الأولمبية الصيفية عام 2000 في سيدني. واحتل المركز السادس في بطولة العالم لألعاب القوى لعام 2001 في إدمونتون.

## النتائج
| العام  | المسابقة                   | المكان                    | المركز           | حدث     | ملاحظة                    |
| المغرب | المغرب                     | المغرب                    | المغرب           | المغرب  | المغرب                    |
| ------ | -------------------------- | ------------------------- | ---------------- | ------- | ------------------------- |
| 1994   | ماراثون مدريد ‏             | مدريد                     | الاول            | ماراثون | 2:17:39                   |
| 1994   | دورة الألعاب الفرانكوفونية | باريس                     | الثاني           | ماراثون | 2:21:29                   |
| 1996   | ماراثون مراكش              | مراكش                     | الاول            | ماراثون | 2:09:50                   |
| 1996   | الألعاب الأولمبية          | أتلانتا                   | الرابع والأربعون | ماراثون | 2:20:39                   |
| 1997   | ماراثون مراكش              | مراكش                     | الاول            | ماراثون | 2:09:50                   |
| 1997   | بطولة العالم لألعاب القوى  | أثينا                     | —                | ماراثون | بطولة العالم لألعاب القوى |
| 1998   | ماراثون لندن               | لندن                      | الثاني           | ماراثون | 2:08:07                   |
| 1999   | ماراثون مراكش              | مراكش                     | الاول            | ماراثون | 2:08:15                   |
| 1999   | ماراثون لندن               | لندن                      | الاول            | ماراثون | 2:07:57                   |
| 2000   | ماراثون لندن               | لندن                      | الاول            | ماراثون | 2:07:33                   |
| 2000   | الألعاب الأولمبية الصيفية  | سيدني، استراليا           | السابع           | ماراثون | 2:12:49                   |
| 2000   | ماراثون مدينة نيويورك      | نيويورك، الولايات المتحدة | الاول            | ماراثون | 2:10:09                   |
| 2001   | ماراثون لندن               | لندن                      | الاول            | ماراثون | 2:07:11                   |
| 2001   | بطولة العالم لألعاب القوى  | إدمونتون                  | السادس           | ماراثون | 2:15:41                   |
| 2002   | ماراثون لندن               | لندن                      | الرابع           | ماراثون | 2:06:52                   |
| 2002   | ماراثون شيكاغو             | شيكاغو، الولايات المتحدة  | الخامس           | ماراثون | 2:06:46                   |
| 2003   | ماراثون لندن               | لندن                      | السادس           | ماراثون | 2:08:03                   |
| 2003   | ماراثون شيكاغو             | شيكاغو، الولايات المتحدة  | السادس           | ماراثون | 2:09:38                   |
| 2004   | ماراثون لندن               | لندن                      | السابع           | ماراثون | 2:09:42                   |
| 2005   | ماراثون لندن               | لندن                      | الرابع           | ماراثون | 2:09:03                   |
| 2005   | ماراثون فوكوكا ‏            | فوكوكا                    | الخامس           | ماراثون | 2:12:12                   |
| 2006   | ماراثون لندن               | لندن                      | الحادي عشر       | ماراثون | 2:10:24                   |
| 2006   | ماراثون سول ‏               | سول                       | السادس           | ماراثون | 2:13:28                   |
| 2007   | ماراثون سان سيباستيان      | سان سيباستيان             | الاول            | ماراثون | 2:12:41                   |

| المركز | المدالية | البطولة               | المساقة | السنة | الزمن                     |
| ------ | -------- | --------------------- | ------- | ----- | ------------------------- |
| 2      | الثاني   | ماراثون الرمال الدولي | 249 كم  | 2015  | 20 ساعة 35 دقيقة 23 ثانية |
| 2      | الثاني   | ماراثون الرمال الدولي | 257 كم  | 2016  | 21 ساعة 05 دقيقة 38 ثانية |

## روابط خارجية
- عبد القادر المعزيز على موقع الاتحاد الدولي لألعاب القوى (الإنجليزية)
- عبد القادر المعزيز على موقع الاتحاد الألماني للألترا ماراثون (الإنجليزية)
- عبد القادر المعزيز على موقع الرابطة الدولية لركض المسار (الإنجليزية)
- عبد القادر المعزيز على موقع اللجنة الأولمبية الدولية (الإنجليزية)
- عبد القادر المعزيز على موقع أوليمبيديا (الإنجليزية)